# 横関大
横関 大（よこぜき だい、1975年2月18日 -）は、日本の小説家・推理作家。静岡県富士宮市生まれ。武蔵大学人文学部日本文学科卒業。

## 経歴
大学生のときに小説を書き始める。当初は純文学を執筆していた。大学卒業後、約5年間東京都内でアルバイトをしながら小説家を目指す。カルチャースクールの創作教室に1年間通っていたときに、ミステリー系の短編を執筆したら評判がよく純文学からミステリーに転向する。20代後半で地元に戻り富士宮市職員として働く傍ら、2002年から8年連続で江戸川乱歩賞に応募し、2006年「ライダーズ・ハイ」で、2007年「聖クレーマーの憂鬱」で、2008年「ハーネス」で、最終候補作に残る。2010年『再会』（応募時のタイトルは「再会のタイムカプセル」）で第56回江戸川乱歩賞を受賞し作家デビュー。選考委員の内田康夫は「よく練られたプロットと平明な文章力に力を感じさせ、受賞にふさわしい作品ではあった」、恩田陸は「目新しい題材は何もないのに、面白く自然に読ませるところに感心した」、天童荒太は「事件の派手さではなく、語り口で引っ張ったことを、高く評価したい」、東野圭吾は「背伸びすることをやめ、『乱歩賞の傾向と対策』のようなものから解放されたのが勝因だと思う」と評した。

## 文学賞受賞・候補歴
太字が受賞したもの
- 2006年 - 「ライダーズ・ハイ」で第52回江戸川乱歩賞候補[6]。
- 2007年 - 「聖クレーマーの憂鬱」で第53回江戸川乱歩賞候補[7]。
- 2008年 - 「ハーネス」で第54回江戸川乱歩賞候補[8]。
- 2010年 - 「再会のタイムカプセル」で第56回江戸川乱歩賞受賞[5]。

## 作品リスト

### 単著

#### 「K2 池袋署刑事課 神崎・黒木」シリーズ
- K2 池袋署刑事課 神崎・黒木（2014年10月 講談社 / 2019年3月 講談社文庫）
  - 収録作品：勲章 / 失態 / 幽霊 / 力走 / 遺言（文庫本のみ） / 祝儀 / 因縁 / 決別
- 帰ってきたK2 池袋署刑事課 神崎・黒木（2020年9月 講談社 / 2023年1月 講談社文庫）

#### 「ルパンの娘」シリーズ
- ルパンの娘（2015年8月 講談社 / 2017年8月 講談社文庫 / 2020年10月 講談社青い鳥文庫）
- ルパンの帰還（2019年7月 講談社文庫 / 2020年11月 講談社青い鳥文庫）
- ホームズの娘（2019年9月 講談社文庫 / 2020年11月 講談社青い鳥文庫）
- ルパンの星（2020年9月 講談社文庫）
- ルパンの絆（2021年10月 講談社 / 2024年2月 講談社文庫）

#### ミス・パーフェクト
- ミス・パーフェクトが行く！（2021年12月 幻冬舎 / 2024年1月 幻冬舎文庫）
- 闘え！ミス・パーフェクト（2022年12月 幻冬舎 / 2025年4月 幻冬舎文庫）
- ミス・パーフェクトの憂鬱（2025年4月 幻冬舎）

#### その他の作品
- 再会（2010年8月 講談社 / 2012年8月 講談社文庫）
- グッバイ・ヒーロー（2011年5月 講談社 / 2013年9月 講談社文庫）
- チェインギャングは忘れない（2011年11月 講談社 / 2014年9月 講談社文庫）
- 偽りのシスター（2013年5月 幻冬舎 / 2016年10月 幻冬舎文庫）
- 沈黙のエール（2013年9月 講談社 / 2015年9月 講談社文庫）
- スマイルメイカー（2015年5月 講談社 / 2018年3月 講談社文庫）
- 炎上チャンピオン（2016年4月 講談社 / 2021年1月 講談社文庫）
- マシュマロ・ナイン（2016年7月 KADOKAWA / 2020年2月 角川文庫）
- ピエロがいる街（2017年5月 講談社 / 2021年10月 講談社文庫）
- 仮面の君に告ぐ（2017年12月 講談社 / 2022年2月 講談社文庫）
- いのちの人形（2019年1月 KADOKAWA）
  - 【改題】クローン・ゲーム 〜いのちの人形〜（2022年2月 角川文庫）
- 彼女たちの犯罪（2019年10月 幻冬舎 / 2022年10月 幻冬舎文庫）
- アカツキのGメン（2019年12月 双葉文庫）
- 誘拐屋のエチケット（2020年3月 講談社 / 2022年9月 講談社文庫）
- わんダフル・デイズ（2021年2月 幻冬舎 / 2024年11月 幻冬舎文庫）
  - 収録作品：パピーウォーカー / ステーション / 時計の針 / ピーク / 幸運な男 / ランウェイ
- 罪の因果性（2021年6月 KADOKAWA）
- ゴースト・ポリス・ストーリー（2021年8月 講談社 / 2023年7月 講談社文庫）
- 忍者に結婚は難しい（2022年6月 講談社 / 2024年7月 講談社文庫）
  - 収録作品：忍者に結婚は難しい / 忍者に披露宴は難しい（文庫本のみ）
- メロスの翼（2023年5月 講談社）
- 戦国女刑事（2023年11月 小学館）
- 誘拐ジャパン（2024年10月 小学館）

### アンソロジー
「」内が横関大の作品
- デッド・オア・アライヴ（2013年12月 講談社 / 2014年9月 講談社文庫）「クイズ&ドリーム」
- Wonderful Story（2014年10月 PHP研究所 / 2017年9月 PHP文芸文庫）「パピーウォーカー」
- Day to Day（2021年3月 講談社 / 2021年3月 講談社【愛蔵版】）「5/22」 - ルパンの娘
- 超短編！ 大どんでん返しSpecial（2023年12月 小学館文庫）「オンライン家族飲み会」

### 単著未収録作品
- Mなヒーロー（光文社『小説宝石』2011年5月号）
- 真冬の花火（実業之日本社『月刊ジェイ・ノベル』2012年2月号）
- 卒業譜（集英社『小説すばる』2012年4月号）
- マー君の履歴書（講談社『小説現代』2018年9月号）
- 人を見た目で判断してはいけない（講談社『小説現代』2020年10月号）

## 映像化作品

### 映画
- 劇場版 ルパンの娘（2021年10月15日公開、配給：東映、監督：武内英樹、主演：深田恭子）[9]

### テレビドラマ
- 再会（2012年12月8日、フジテレビ系「土曜プレミアム」枠、主演：江口洋介）
- ルパンの娘（2019年7月11日 - 9月26日、全11話、フジテレビ系「木曜劇場」枠、主演：深田恭子）[10]
  - ルパンの娘 第2シリーズ（2020年10月15日 - 12月10日、全9話、フジテレビ系「木曜劇場」枠、主演：深田恭子、原作：ルパンの娘 / ルパンの帰還 / ホームズの娘）[11]
- キワドい2人-K2-池袋署刑事課 神崎・黒木（2020年9月11日 - 10月16日、全6話、TBS系「金曜ドラマ」枠、主演：山田涼介、原作：K2 池袋署刑事課 神崎・黒木）[12]
- 忍者に結婚は難しい（2023年1月5日 - 3月16日、全11話、フジテレビ系「木曜劇場」枠、主演：菜々緒）[13]
- 彼女たちの犯罪（2023年7月20日 - 9月22日、全10話、読売テレビ・日本テレビ系「木曜ドラマ」枠、主演：深川麻衣）[14]